# ガウリシャンカール
ガウリシャンカール（ネパール語: गौरीशंकर）は、ネパール・ドラカ郡にあるヒマラヤ山脈・ロルワリン・ヒマールの山である。標高7,134メートルで、ロルワリン・ヒマールの中ではメルンツェ（7,181メートル）に次ぐ第2の高峰である。ネパール標準時（UTC+5:45）は、この山を通る子午線を基準としている。

## 位置
ガウリシャンカールは、カトマンズの北東約100キロメートルに位置するロルワリン・ヒマールの西端近くにある。カトマンズとエベレストのほぼ中間に位置し、カトマンズからも見える。山頂の西には、ロルワリン・ヒマールの西の境界であるボテ・コシの谷がある。ロルワリン・ヒマール最高峰のメルンツェは北にある。南側からタマコシ川の支流のロルワリン・チューが流れており、テシ・ラプチャ峠を越えてクンブ地方に行くことができる。

## 名称
名前の由来は、ヒンドゥー教の女神であるパールヴァティーの別名のガウリーと、その夫のシヴァの別名のシャンカールであり、ネパールの人々がこの山を神聖視していることを表している。シェルパ族はこの山をチョモ・ツェリンマ(Jomo Tseringma)と呼んでいる。
「ガウリシャンカール」という名前は、19世紀中頃のドイツを中心とするヨーロッパにおいて、世界最高峰のエベレストを指す言葉として使われていた。これは、ドイツのヒマラヤ探検家ヘルマン・シュラーギントヴァイト（アドルフ・シュラーギントヴァイトの弟）が、世界最高峰であることが判明したばかりのピーク15（現在のエベレスト）と当山を混同し、この山の名前が「ガウリシャンカール」であると地元住民に教えてもらったことから、「世界最高峰ガウリシャンカール」と勘違いして発表したためである。

## 山頂
この山には2つの山頂があり、北側の高い方の山頂はシャンカール（シヴァの別名）、南側の山頂はガウリー（パールヴァティーの別名）と呼ばれている。ボテ・コシの谷から5キロメートル程度しか離れておらず、四方を急峻な斜面と長い角状の尾根に囲まれている。

## 登頂史
1950年代から1960年代にかけてガウリシャンカールへの登頂が試みられたが、天候や雪崩、登攀困難な氷壁などのため、全ての登山隊が登頂に失敗した 。1965年から1979年までは、公式に登頂が禁止されていた。
1979年に登頂が許可され、5月8日にアメリカとネパールの登山隊が西壁を経由して初登頂に成功した。このルートは、技術的に非常に難しいものだった。ネパール観光省の登頂許可証では、両国から同数の登山者が登頂チームに参加しなければならないと規定されており、初登頂にはアメリカ人のジョン・ロスケリーとネパール人シェルパのドルジェが参加した。
同年、ピーター・ボードマン率いるイギリスとネパールの登山隊が、長く困難な南西尾根からの登頂に挑戦した。11月8日、ボードマン、ティム・リーチ、ガイ・ニードハルト、ペンバ・ラマの4人は、南のガウリ（7,010メートル）に到達した。イギリス隊はシャンカールへは行かなかった。
1983年にスロベニアの登山隊が登頂した。11月1日にSlavko Cankar（隊長）、Bojan Šrot、Smiljan Smodišが、その3日後にFranco PepevnikとJože Zupanが到達した。スロバキア隊は南壁の左側を登り、南西稜に到達した後、ガウリー山頂へ進んだ。スロベニア隊もまた、シャンカールへは行かなかった。
ヒマラヤン・インデックスによれば、主峰シャンカールへの登頂は、1979年の初登頂の後2回行われている。2回目の登頂は1984年春、ワイマン・カルブレスとアン・カミ・シェルパが南西面の尾根に設けられた新ルートを使って行った。3回目の登頂は、1986年1月、韓国のチェ・ハンジョとシェルパのアン・カミによって行われ、初の冬期登頂となった。
2013年秋、4人のフランス人登山家によって、南壁の完全な登頂が実現した。10月21日午後4時に南壁の頂上に到達したが、その先のガウリー山頂（7,010メートル）への登頂は断念した。南壁の下まで降りるのに11時間を要した。

## 文学での言及
ロシアの作家アンドレイ・ベールイの小説『ペテルブルグ』の中で、一日に起きたたくさんの出来事の喩えとしてガウリシャンカールに言及されている。

## ギャラリー

標高2900メートルのKalinchowkから見たガウリシャンカール
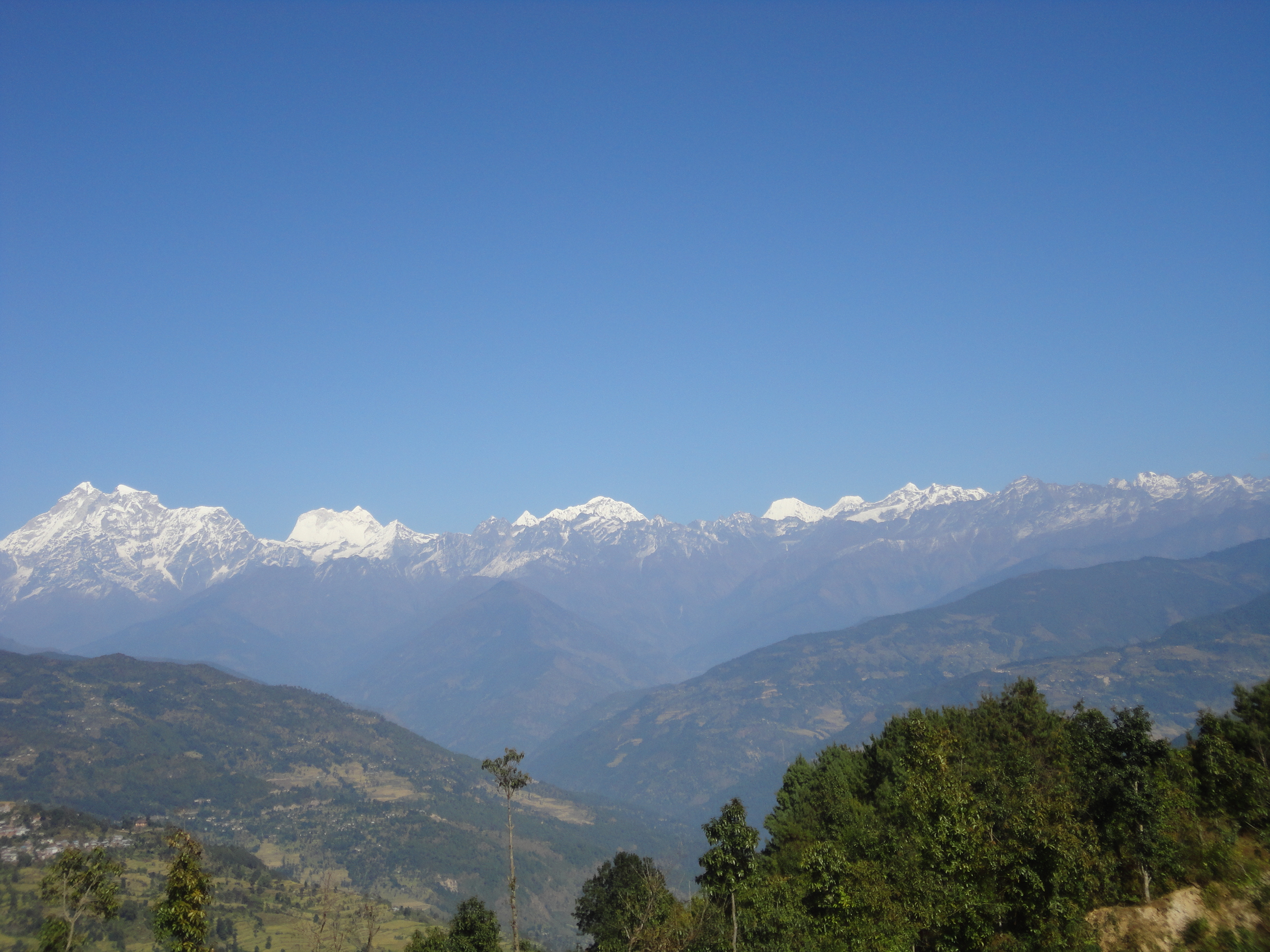
ガウリシャンカール
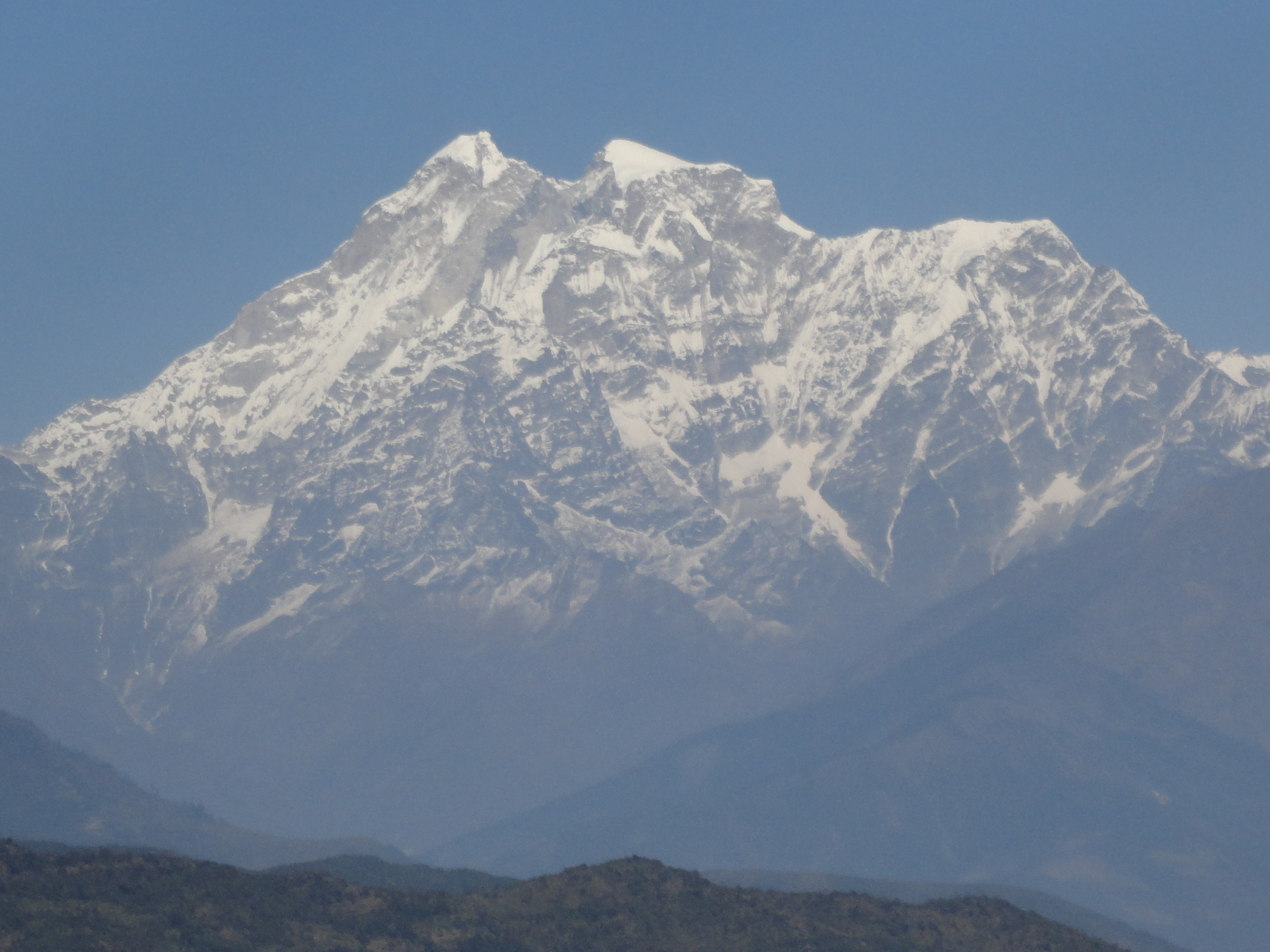
ガウリシャンカール